# Évasion par hélicoptère
Une évasion par hélicoptère est un type d'évasion impliquant un hélicoptère contrôlé par des complices à l'extérieur de la prison dont sont exfiltrés le ou les fugitifs. L'utilisation de l'aéronef permet de contourner certains des dispositifs de sécurité habituels mais nécessite des compétences de pilotage ou le recours à la menace contre des pilotes pris en otage. Les établissements pénitentiaires tentent de s'en défendre en établissant des filets anti-hélicoptères au-dessus des cours dont ils disposent.

## Liste d'évasions par hélicoptère
| Date             | Prison                                                        | Pays       | Issue              | Évadé(s)                                                                  | Détails |
| ---------------- | ------------------------------------------------------------- | ---------- | ------------------ | ------------------------------------------------------------------------- | --- |
| 19 août 1971     | Santa Martha Acatitla                                         | Mexique    | Successful attempt | Joel David Kaplan Carlos Antonio Contreras Castro                         | Joel David Kaplan était un homme d’affaires de New York et neveu du magnat de la mélasse Jacob Merrill Kaplan. L'aîné Kaplan a principalement gagné sa fortune grâce à ses opérations à Cuba et en République dominicaine. Le Fonds JM Kaplan (du nom de l’ainé des deux) a été découvert lors d’une enquête menée par le Congrès en 1964 comme un moyen de canaliser les fonds de la CIA vers l’ Amérique latine , notamment par l’ Institut de recherche internationale dirigé par Norman Thomas , six fois candidat à la présidence. le Parti socialiste d'Amérique. En mai 1961, le souverain de la République dominicaine , Rafael Trujillo, fut assassiné avec des armes fournies par la CIA. La CIA a décrit son rôle dans la "transformation" du gouvernement de la République dominicaine "comme un" succès "dans la mesure où elle a contribué à faire passer la République dominicaine d'une dictature totalitaire à une démocratie à l'occidentale". En novembre 1961, la police mexicaine a retrouvé un cadavre identifié comme étant Luis Melchior Vidal, fils, filleul de Trujillo. Vidal était l'agent commercial non officiel de la République dominicaine lorsque Trujillo était au pouvoir. Sous le couvert de l'American Sucrose Company et de la Paint Company of America, Vidal s'était associé à l'Américain Joel David Kaplan en tant que marchand d'armes pour la CIA. En 1962, le jeune Kaplan fut reconnu coupable du meurtre de Vidal à Mexico. Kaplan est détenu à la prison Santa Martha Acatitla de l' arrondissement d' Iztapalapa, dans la région du DF de Mexico . La sœur de Joel, Judy Kaplan, a tenté de le libérer de plusieurs façons, développant finalement un complot audacieux. Le 19 août 1971, un hélicoptère s'est posé dans la cour de la prison. Les gardes ont pensé à tort qu'il s'agissait d'une visite officielle. En deux minutes, Kaplan et son compagnon de cellule, Carlos Antonio Contreras Castro, un contrefacteur vénézuélien, ont embarqué et décollé. Aucun coup de feu n'a été tiré. Les deux hommes ont été transportés au Texas , puis différents avions ont emmené Kaplan en Californie et Castro au Guatemala . Le gouvernement mexicain n'a jamais engagé de procédure d'extradition contre Kaplan. L'évasion est racontée dans un livre, The Jailbreak: The Escape Helicopter de Joel David Kaplan . Il a également inspiré le film d’action de 1975, Breakout (L'Évadé), mettant en vedette Charles Bronson et Robert Duvall . |
| 31 octobre 1973  | Prison de Mountjoy                                            | Irlande    | Successful attempt | JB O'Hagan Seamus Twomey Kevin Mallon                                     | Le 31 octobre 1973, un membre de l'IRA a détourné un hélicoptère et contraint le pilote à atterrir dans l'aire d'entraînement de l' aile D de la prison de Mountjoy à 15 h 40, le 31 octobre 1973. Trois membres de l'IRA ont pu s'échapper : JB O'Hagan, Seamus Twomey et Kevin Mallon. Un autre prisonnier qui se trouvait également dans la prison aurait déclaré: « One shamefaced screw apologised to the governor and said he thought it was the new Minister for Defence (Paddy Donegan) arriving. I told him it was our Minister of Defence leaving. » L’évasion par hélicoptère Mountjoy est devenue une tradition républicaine et a été immortalisée par " The Helicopter Song ", qui contient les lignes "It's up like a bird and over the city. There's three men a'missing I heard the warder say" ("C’est comme un oiseau et au-dessus de la ville. Il y a trois hommes qui ont manqué que le garde a dit") . |
| 24 mai 1978      | Pénitencier fédéral de Marion (en)                            | États-Unis | Failed attempt     | Garrett Brock Trapnell (en) Martin Joseph McNally James Kenneth Johnson   | Barbara Ann Oswald, âgée de 43 ans, a détourné un hélicoptère charter basé à Saint-Louis et a forcé le pilote à atterrir dans le chantier de l'USP . Lors de l’atterrissage de l’avion, le pilote, Allen Barklage, ancien combattant de la guerre du Vietnam, s’est battu contre Oswald et a réussi à se débarrasser de son arme. Barklage a ensuite abattu et tué Oswald, empêchant ainsi sa fuite. Quelques mois plus tard, la fille d'Oswald a détourné le vol TWA 541 dans le but de libérer Trapnell. |
| 27 février 1981  | Maison d'arrêt de Fleury-Mérogis                              | France     | Successful attempt | Gérard Dupré Daniel Beaumont                                              | Avec l'aide de Serge Coutel, Gérard Dupré et Daniel Beaumont, réussissent la première et double évasion en hélicoptère d'une prison française, à Fleury-Mérogis (Essonne), la prison la mieux gardée de France. Les hommes ont détourné un hélicoptère et le pilote qu’ils ont loué pour voler de Paris à Orléans. Le pilote, Claude Fourcade, a été pris en otage et on lui a dit qu'ils retenaient sa femme et sa fille en otage (ce qui était faux)... Le vol a viré à Paris - Fleury-Mérogis - Porte d'Orléans,. |
| 7 mai 1981       | Établissement de détention de Québec (prison d'Orsainville)   | Québec     | Failed attempt     | Marina Paquet (pirate de l'air) Giles Arseneault (prisonnier)             | Marina Paquet a tenu un fusil à canon scié contre la tête d'un pilote d'hélicoptère. Elle a exigé qu'il atterrisse dans la cour de la prison d'Orsainville, où son petit ami (en attente d'extradition vers la Californie pour meurtre) était sur le point de s'échapper. Le pilote, Brian Jenner, a simulé une attaque de panique, a forcé l'hélicoptère à effectuer des manœuvres difficiles et a ensuite réussi à convaincre Paquet, sur le siège arrière du Jet Ranger, de détourner son fusil de chasse et son couteau. Jenner lui a ensuite donné le choix de n'importe quel point d'atterrissage, à l'exception de la prison. Elle a choisi de retourner à l'aéroport. Le pilote a ensuite expliqué en détail où ils se trouvaient et où ils devaient atterrir à leur arrivée à l'aéroport de Québec. Il a ajouté que la police serait sûrement au courant à ce moment-là, qu'elle avait détourné l'hélicoptère, mais ne savait pas encore qu'elle avait rendu ses armes au pilote. Tout le temps, Jenner pressait le bouton de transmission sur son manche cyclique et la tour relevait tous les détails. Au moment où ils ont atterri à l'aéroport, la femme s'est sauvée de l'hélicoptère, mais la police, qui avait été informée de la situation par la tour de contrôle, se cachait de partout et a capturé Paquet en quelques secondes. |
| Janvier 1983     | Prison de Pentridge (en)                                      | Australie  | Failed attempt     | David McMillan                                                            | |
| 19 décembre 1985 | Institution correctionnelle de Perry, Pelzer, Caroline du Sud | États-Unis | Successful attempt | James Rodney Leonard William Douglas Ballew Jesse Glenn Smith             | Un meurtrier, James Rodney Leonard, et deux voleurs à mains armées, William Douglas Ballew et Jesse Glenn Smith, se sont enfuis dans un hélicoptère avec un pilote et une femme pirate de l'air armée d'un pistolet pour se rendre à une voiture à 4 ou 5 milles. L’hélicoptère avec 3 passagers était tellement surchargé avec 5 occupants qu’il a à peine franchi la clôture, alors qu’il s’envolait sous une pluie de coups de feu qui a blessé un gardien. Deux autres hommes ont également tenté de s'échapper, mais ont soit sauté, soit été repoussés lorsque le pilote a informé les évadés que l'hélicoptère ne pouvait décoller. Les trois évadés ont été capturés le 23 décembre dans le comté de Camden , en Géorgie. |
| 31 décembre 1985 | Pénitencier de Cândido Mendes, Ilha Grande , Rio de Janeiro   | Brésil     | Successful attempt | José Carlos dos Reis Encina, alias "Escadinha"                            | Le seigneur de la drogue Encina a été sauvé par José Carlos Gregório, alias "Gordo", qui avait loué un Bell 47 sous prétexte de surveiller certaines terres qu'il comptait acheter. "Gordo" a forcé le pilote à atterrir et à prendre Encina, qui s'était déjà échappé de la prison proprement dite. Encina a été repris trois mois plus tard après avoir été blessé par balle |
| 26 mai 1986      | Prison de la Santé (Paris)                                    | France     | Successful attempt | Michel Vaujour                                                            | Vaujour avait 28 ans à purger pour tentative de meurtre et vol à main armée; c'était sa quatrième tentative d'évasion. Il s'est dirigé vers le toit en menaçant les gardes avec un faux pistolet et des nectarines peintes comme des grenades. Au sommet de la prison, il a été embarqué par son épouse Nadine, qui avait suivi des cours particuliers de pilotage d'hélicoptère pour l'évasion[réf. souhaitée]. Ils ont atterri sur un terrain de football à proximité et se sont enfuis dans une voiture qui les attendaient. Paris-Match a publié des photos amateurs de l'évasion, qui ont ensuite été tournées dans un film mettant en vedette Béatrice Dalle en 1991. |
| 23 novembre 1986 | Prison de Rebibbia (Rome)                                     | Italie     | Successful attempt | André Bellaïche Gian Luigi Esposito                                       | Jean-Claude Myszka, membre du gang des postiches organise avec François Besse l'évasion du français André Bellaïche et d'un compagnon de détention italien avec un hélicoptère volé à la Croix-Rouge dont le pilote est pris en otage |
| 19 juillet 1987  | Prison Saint-Roch (Nice)                                      | France     | Successful attempt | Philippe Delaire                                                          | |
| 2 mars 1990      |                                                               | Espagne    | Failed attempt     | Iñaki de Juana Chaos                                                      | |
| 5 novembre 1990  | Centre pénitentiaire de Lannemezan                            | France     | Successful attempt | Frederic Boulay Gilbert Ghislain Jose Dos Santos Hamid Mazouz             | |
| 25 juillet 1992  | Centre pénitentiaire de Marseille-Baumettes                   | France     | Successful attempt | 5 détenus                                                                 | |
| 7 septembre 1992 | Centre pénitentiaire de Lorient-Ploemeur                      | France     | Successful attempt | Claude Rivière                                                            | |
| 4 octobre 1992   | Maison d'arrêt de Bois-d'Arcy                                 | France     | Successful attempt | 3 détenus, dont Michel Lepage                                             | |
| 26 juin 1999     | Centre pénitentiaire de Marseille-Baumettes                   | France     | Successful attempt | Jean-Louis Raphel Ange Buresi Thierry DerlanYann Gautier Robert Allouache | Un fugitif est tué lors de l'évasion |
| 9 juin 2000      | Centre pénitentiaire de Moulins-Yzeure                        | France     | Successful attempt | Christian Pyotte Jean-Charles Mendès da Silva Rachid Ben Chetouia         | |
| 24 mars 2001     | Centre pénitentiaire de Draguignan                            | France     | Successful attempt | Abdelhamid Karmous Emile Fornassari Jean-Félix Leca                       | |
| 27 mai 2001      | Centre pénitentiaire de Fresnes                               | France     | Failed attempt     | Christophe KhiderMounir Benbouabdellah                                    | |
| 25 juin 2001     | Centre pénitentiaire de Borgo                                 | France     | Successful attempt | Louis Carboni                                                             | |
| 12 octobre 2001  | Centre pénitentiaire d'Aix-Luynes                             | France     | Successful attempt | Pascal PayetFrédéric Impocco                                              | |
| 14 avril 2003    | Centre pénitentiaire d'Aix-Luynes                             | France     | Successful attempt | Franck Perletto, Éric Alboreo et Michel Valero                            | Organisé par Pascal Payet |
|                  |                                                               |            |                    |                                                                           | |
| 14 juillet 2007  | Maison d'arrêt de Grasse                                      | France     | Successful attempt | Pascal Payet                                                              | |
| 29 octobre 2007  | Prison d'Ittre                                                | Belgique   | Successful attempt | Nordin Benallal                                                           | |
| 23 février 2009  |                                                               | Grèce      | Successful attempt | Vassilis Paléocostas Alket Rizaï.                                         | |
| 29 avril 2009    | Centre pénitentiaire de Saint-Denis                           | France     | Successful attempt | Juliano Verbard                                                           | Première évasion héliportée en outre-mer (Réunion) |
| 3 août 2009      | Complexe pénitentiaire de Bruges                              | Belgique   | Successful attempt | Ashraf Sekkaki                                                            | L'une des plus grandes figures de la Mocro Maffia est arrêté quelques jours plus tard à Al Hoceïma au Maroc. |
| 17 mars 2013     | Établissement de détention de Saint-Jérôme                    | Québec     | Failed attempt     | Benjamin Hudon-Barbeau Dany Provençal                                     | - Évasion par hélicoptère : les 4 coaccusés restent détenus - Spectaculaire évasion par hélicoptère à St-Jérôme (vidéo) - Des complices de l'évasion de Saint-Jérôme arrêtés - Évasion à Saint-Jérôme: Le fil des événements - Spectaculaire évasion de deux détenus: Le pilote de l'hélicoptère se confie à J.E. - Évasion en hélicoptère: persuadé qu'on allait le tuer |
| 7 juin 2014      | Établissement de détention de Québec (prison d'Orsainville)   | Québec     | Successful attempt | Yves Denis Serge Pomerleau Denis Lefebvre                                 | |
| 11 octobre 2017  | Établissement pénitentiaire de Roermond                       | Pays-Bas   | Failed attempt     | Benaouf Adaoui                                                            | Étant l'une des plus grandes figures de la Mocro Maffia pour avoir tué Najeb Bouhbouh en 2012 à Anvers, il tente en octobre 2017 de s'évader de la prison de Roermond à l'aide d'un hélicoptère. Les forces spéciales néerlandaises abatteront le pilote avant que l'hélicoptère s'écrase au sol. La police découvrira de nombreuses munitions au lieu d'interception. |
| 1er juillet 2018 | Centre pénitentiaire du sud-francilien                        | France     | Successful attempt | Rédoine Faïd                                                              | Article détaillé : Rédoine_Faïd#Évasion_en_hélicoptère . |